# Projet planète bleue
Projet Planète bleue, en anglais « Blue Planet Project », est une ONG créé en 2000 par Maude Barlow. Cette ONG, issue de la société civile milite pour que l'eau soit considérée comme un droit humain universel. Elle est basée à Ottawa au Canada.
Ce projet regroupe des représentants de groupes écologistes, syndicaux et communautaires du monde entier (pays industrialisés comme non industrialisés).
Lors du deuxième Forum mondial de l'eau de La Haye, en mars 2000, Projet Planète bleue a proposé un traité sur le partage et la protections des eaux de la planète.
Bien que l'orientation de « Projet Planète bleue » soit avant tout politique - réappropriation de l'eau en tant que bien commun et défense du droit universel à l'eau -, ce mouvement devra de toute évidence aborder les graves problèmes écologiques associés à la rareté de cette ressource. 

## Traité de partage et de protection des réserves d'eau douce de la planète
« Nous proclamons que les vérités suivantes sont universelles et indivisibles :

- La valeur intrinsèque de l'eau douce de la Terre prime sur sa valeur utilitaire et commerciale et, par conséquent, elle doit être respectée et préservée par toutes les institutions politiques, commerciales et sociales.
- L'eau douce de la Terre appartient à la Terre et à toutes les espèces qui l'habitent et, par conséquent,elle ne doit pas être traitée comme un bien que l'on peut acheter, vendre et échanger à des fins lucratives.
- Les ressources mondiales en eau douce dans le monde forment un patrimoine commun, elles sont un bien collectif, un droit fondamental de la personne et, par conséquent, une responsabilité collective.
- Alors, attendu que les réserves limitées d'eau douce dans le monde sont consommées, déviées et polluées à un rythme tel que des millions de personnes et d'espèces manquent actuellement d'eau pour leur survie, et
- Attendu que les gouvernements du monde n'ont pas réussi à protéger leur précieux patrimoine d'eau douce,
- Les nations du monde déclarent que les réserves d'eau douces de la Terre constituent un patrimoine commun que tous les peuples, toutes les collectivités et tous les gouvernements sans exception doivent protéger et entretenir, et déclarent également que l'eau douce ne doit pas être privatisée, transformée en marchandise, vendue ou exportée à des fins commerciales et qu'elle doit être immédiatement exclue de tout accord international ou bilatéral, présent ou futur, en matière de commerce ou d'investissement.
- Les parties au présent traité -y compris les États  et les Nations autochtones signataires- conviennent d'exploiter en fiducie les réserves d'eau douce de la Terre. Les parties signataires reconnaissent la responsabilité et le droit souverains de chaque nation et de chaque État de se faire les gardiens des ressources en eau douce qui se trouvent à l'intérieur de leurs frontières et d'en déterminer la gestion et le partage. Les gouvernements du monde entier doivent immédiatement proclamer que les eaux de leur territoire sont un bien public et adopter un cadrec réglementaire vigoureux afin de les protéger. Toutefois, étant donné que les réserves du monde en eau douce forment un  patrimoine collectif, aucune institution, aucun État, aucun individu ni aucune entreprise ne peut les vendre à des fins lucratives. »

### Autres sources
Sites en français
- (fr) Robert Dutrisac, « la nouvelle gauche canadienne »(Archive.org • Wikiwix • Archive.is • Google • Que faire ?), in : Archives "vigile.net", sur eausecours.org, 1998 (consulté le 17 février 2010)
- (fr) Scott Thill pour AlterNet, « La planète bleue perd des couleurs », in : Revue en ligne de, sur thedailyplanet.blogspace.fr, Daily planet, 2010 (consulté le 23 mars 2010)

Sites étrangers
- (en) Ann Farrell, « a passionate fighter »(Archive.org • Wikiwix • Archive.is • Google • Que faire ?), in : Site féministe canadien Section15, sur section15.ca, Nancy’s Very Own Foundation, 2003 (consulté le 17 février 2010)